# Mandello Vitta
Mandello Vitta (Mandel in piemontese, pronuncia fonetica IPA: /maŋˈdɛl/), precedentemente denominato Mandello fino al 1863, è un comune italiano di 206 abitanti della provincia di Novara in Piemonte.

## Geografia fisica
Il territorio si può considerare pianeggiante, anche se in realtà degrada dolcemente da nord a sud in conformità con il fatto che il rilievo della provincia di Novara presenta tale andamento. L’altitudine è massima sul confine con i comuni di Sillavengo e Castellazzo Novarese e minima a sud sul confine con i comuni di Vicolungo e Casaleggio Novara.
Abbondano le acque, sia provenienti dal Sesia sia quelle sorgenti naturali provenienti dal terreno. La roggia Busca lambisce a nord-est il paese in direzione di Castellazzo Novarese, la roggia Biraga scorre a ovest e in larga parte costituisce il confine con il comune di Landiona. Il resto delle acque scorre in rigagnoli, cavi e in fossati che le distribuiscono capillarmente su tutto il territorio. Interessante segnalare la presenza dei resti di un mulino in prossimità del centro abitato che un tempo sfruttava la corrente della roggia Busca.
Il borgo è circondato da campi coltivati principalmente a riso che vanno a creare durante il periodo di irrigazione il caratteristico “mare a quadretti” delle risaie novaresi.
Mandello Vitta è inserito in alcuni itinerari tematici della provincia di Novara: abbazie e antiche pievi, Vie Verdi dell'acqua - Fontane.

## Storia
Sul luogo doveva esistere, molto tempo prima della creazione del borgo franco, un insediamento longobardo, come lasciano supporre i resti di un sepolcreto qui venuto alla luce.
In un sarcofago è stata trovata quasi intatta una coppa di vetro, del IV secolo e di squisita fattura, con la scritta "Bibe, vivas multis annis", ora al Museo archeologico di Milano, che è divenuta con il suo "Bevi e camperai a lungo" la migliore promozione dei vini delle vicine colline del Sesia.
Il paese prende il nome dal suo fondatore, il podestà novarese Robaconte da Mandello, milanese ma originario di Mandello del Lario (Lecco), che nei primi anni del 1200 nella pianura poco distante dal fiume Sesia, organizzò un borgo franco sull'arteria medievale, denominata "strada Biandrina", che univa Biandrate a Romagnano e alla Valsesia.
L'arteria stradale sulla quale era stato collocato il nuovo borgofranco consentiva non solo di mantenere sicuri e rapidi rifornimenti fra la pianura e le valli alpine, ma controllava gran parte del corso orientale del fiume Sesia, utilizzando una serie di centri militari strategicamente disposti e anche diverse dipendenze monastiche cluniacensi. Il borgofranco di Mandello era uno di questi centri di controllo ed era dotato di una Torre che ancora oggi si può ammirare sul fianco sud-ovest della piazza del paese. La torre è uno dei pochi edifici in area novarese databili con certezza alla prima metà del XII secolo e perfettamente conservati. La costruzione mostra con evidenza la sua originaria destinazione di controllo e di pagamento ai pedaggi: sotto i suoi due archivolti, ora murati, passava la strada biandrina e quindi risultava facile alla postazione di guardia imporre il volere dell'autorità. Nei pressi della torre, è stata in seguito costruita una residenza dei Caccia, famiglia presente sul luogo già dai primi anni del 1500, come risulta da un bando del primo marzo 1535, del Duca di Milano Francesco II Sforza.
I Caccia tennero il possesso di Mandello fino al XVIII secolo. In seguito del feudo fu investita la famiglia Vitta, che incise profondamente nella storia del Comune tanto che, dopo l'Unità d'Italia, nel 1863, il Comune mutò la propria denominazione in Mandello Vitta (r.d. 8 aprile 1863, n. 1234). Nel 1928 (r.d. 1º novembre 1928, n. 2590) il Comune di Mandello Vitta fu unito a quello di Vicolungo per formare un nuovo comune con capoluogo e denominazione Vicolungo. Questo assetto amministrativo durò fino al 1954 (d.p.r. 24 dicembre 1954) quando vista l'istanza del 5 maggio 1946 dei maggiori contribuenti di Mandello e viste le deliberazioni della Giunta Municipale (14 aprile 1946) e del Consiglio Comunale (24 aprile 1954) di Vicolungo, venne decretata la ricostituzione in comune autonomo di Mandello Vitta.

### Simboli
Lo stemma e il gonfalone sono stati concessi con decreto del presidente della Repubblica del 27 novembre 1992.
Le fasce sono riprese dal blasone della famiglia Caccia (fasciato di rosso e d'argento).
Il gonfalone è un drappo di bianco.

## Monumenti e luoghi d'interesse

### Chiesa parrocchiale di San Lorenzo
Nella piazza del paese sorge la chiesa parrocchiale dedicata a san Lorenzo diacono, patrono del paese, costruita in periodo tardoromanico alla fine del XII secolo e facente parte della pieve di Proh. Gli ultimi restauri, risalenti al 1963 e al 1992, hanno permesso di rivalutare le strutture antiche che hanno subito numerose modifiche ed ampliamenti nel corso dei secoli.

Tardoromanico è anche il campanile che si erge al suo fianco sul lato destro. Dedicato a san Lorenzo diacono, patrono del paese, si suppone che l’edificio sia stato costruito in epoca trecentesca per la presenza di una muratura di ciottoli disposti in corsi orizzontali. La parte absidale, in mattoni, è di epoca successiva.

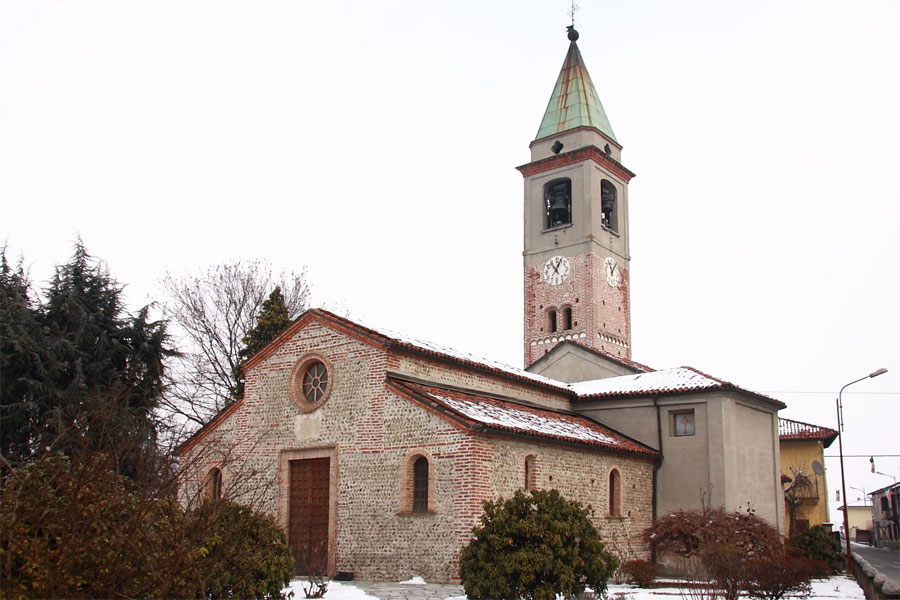
Chiesa parrocchiale in inverno

Nonostante la fondazione sia medievale, prevalgono le forme architettoniche acquisite dopo i ritoccamenti barocchi. L’edificio è costituito da tre navate, quella maggiore coperta da volta introdotta da una serie di velette con lunetta inferiore e quelle laterali coperte da volte a crociera. Il corto transetto è costituito da due cappelle di forma rettangolare, dedicate a sinistra alla Madonna del Rosario e a destra al Crocifisso, aperte in età barocca. Il lungo corpo costituito dal presbiterio e dal coro è affiancato da due piccole navate in cui recenti restauri hanno portato alla scoperta di interessanti dipinti quattro e cinquecenteschi. Fra questi sono di notevole interesse quelli che raffigurano la Madonna con Bambino in trono che distribuisce corone del Rosario a vescovi e cardinali collocati a sinistra e a nobili posti a destra, una Santa Martire, forse Santa Cristina, San Giovanni Battista, e una figura forse appartenente a una Natività.
Affreschi antichi sono emersi anche sulla navata sinistra, che si accostano a quelli già noti che accolgono il battistero: i cinquecenteschi angeli a forma di cariatide che reggono un architrave con festoni posti accanto all’ancona dipinta.
L’altare maggiore e i due altari laterali sono barocchi. Il primo venne costruito nel 1757 e, presso quello dedicato al Crocifisso, nel 1784 il sacerdote Giovanni Battista Caccia (i cui resti mortali sono conservati nell’ossario ai piedi della cappella) eresse un beneficio. Barocca è anche la statua in legno dipinto e dorato che raffigura la Beata Vergine del Rosario collocata sull’altare della cappella omonima. Opera dell'Avondo è invece l’ottocentesco dipinto ovale in cornice lignea dorata raffigurante San Lorenzo.

### Cappella di Sant'Antonio
Datata intorno al 1450, si suppone che questa cappella fosse diventata, tra la fine del secolo XVI e l’inizio del successivo, un oratorio istituito dal nobile sacerdote Giovanni Battista Caccia.
Essa è caratterizzata da un’aula unica con muratura in mattoni, in parte intonacati, coperta da volte e con copertura a capanna con padiglione sormontato da coppi. All’interno, tra i vari affreschi, degno di menzione è un dipinto del XV secolo raffigura una Madonna col Bambino.

### Torre medievale
La torre, emblema del paese, doveva essere parte di una più grande fortificazione a difesa del borgofranco. La costruzione militare, posta a sorveglianza dell'antica Strada Biandrina, è databile intorno alle metà del XII secolo e rappresenta, per l'area novarese, uno degli edifici meglio conservati nel suo genere.
Attualmente, del castello (castrum) non è più evidente alcuna traccia; si suppone che si sviluppasse attorno all’alta torre ancora ben conservata, situata all’ingresso del paese e originariamente destinata sia al controllo che al pagamento dei pedaggi. Sul lato settentrionale della torre è apposto uno stemma in pietra della famiglia Caccia circondato da armi affrescate.
La torre è alta circa trenta metri, a pianta quadrata, in mattoni, e presenta momenti successivi di edificazione: un primo momento fra i secoli XII e XIII, corrispondente al periodo di fondazione del borgo, il secondo in epoca gotica e tardogotica e poi ristrutturato nel 1594.
Osservando la torre sul fronte di levante, si nota, alla base, la presenza di un grande arco di scarico che sovrasta, a circa tre metri dal suolo, la porta di accesso. La muratura irregolare in mattoni e i fori dei ponteggi di costruzione disposti in modo ordinato, nonché la successione delle aperture lungo i vari piani, evidenziano la struttura da riferirsi, probabilmente, alla seconda metà del secolo XIII. In seguito, la torre sarebbe stata inglobata all’interno del castrum. La sommità sarebbe stata ristrutturata in periodo tardogotico e coperta con il tetto in coppi.

### Monumento ai Caduti
La fontana di piazza Regina Margherita, inaugurata il 28 ottobre 1928, ricorda i caduti della prima guerra mondiale attraverso l'epigrafe che recita:
Sia quest'acqua

che vien dal profondo

limpida e pura

sempre

come fu la fede

di coloro

a cui è dedicata
Mandello Vitta

28-10-1928

Il primo podestà»

### Palazzo comunale
Presenta caratteri ottocenteschi il palazzo comunale, edificio sito in piazza Regina Margherita, e articolato in tre piani.
Il palazzo, maestoso e imponente, venne eretto nel 1864 come indica la data presente fra i due stemmi nobiliari che decorano, nella zona superiore, la porta d’accesso, uno dei quali è della famiglia Caccia. Il piano terra si articola con un portico a cinque campate rette da pilastri.

## Società

### Evoluzione demografica
Abitanti censiti

## Cultura

### Cucina
Nelle trattorie della zona è possibile degustare piatti tipici legati alle eccellenze locali (riso, salumi, formaggi). Tra questi citiamo: la paniscia (piatto a base di riso tipico della cucina novarese), il salame della duja, il fidighin, il tapulon (secondo di carne macinata), l’oca o le costine con le verze, l'anatra arrosto, la frittura dolce, il formaggio gorgonzola, il bagnöt [ba'ɲøt] (bagnetto verde) e le rane fritte.

## Infrastrutture e trasporti
Le strade principali sono due: la Strada Provinciale SP15/I da Borgo Vercelli a Carpignano Sesia che lambisce il centro abitato e la SP14 la quale taglia il paese, attraversa Castellazzo Novarese e si collega alla strada provinciale 299 della Valsesia (SP 299). Il comune è facilmente raggiungibile anche mediante l'Autostrada A4 Torino-Trieste trovandosi pochi chilometri a nord dello svincolo "Biandrate-Vicolungo" e dal vicino comune di Vicolungo dove ha sede il principale outlet della provincia di Novara (Vicolungo The Style Outlets) e il parco acquatico di Ondaland.
Appena fuori dal paese, dalla strada per Castellazzo Novarese si dirama sulla destra un'altra strada che unisce Mandello Vitta a Casaleggio Novara.
Esistono poi numerose strade di campagna che permettono di raggiungere i campi e numerose cascine quali Biola (Biula [ˈbjʊla], in dialetto mandellese), Flecchia, Gagliarda, Moranza, San Rocco, Cascina delle Oche, Eurosia (Bröss [brøs]).
Il centro abitato è servito da un servizio di autobus appartenente alla linea Novara-Biandrate-Vercelli. Il paese non è servito dalla ferrovia ma il territorio del comune è attraversato dalla linea Novara-Biella San Paolo. Le stazioni più vicine sono a Casaleggio e Carpignano Sesia.
Fra il 1884 e il 1933 la località era servita da una fermata della tranvia Vercelli-Biandrate-Fara.

## Amministrazione
Di seguito è presentata una tabella relativa alle amministrazioni che si sono succedute in questo comune.
| Periodo        | Periodo        | Primo cittadino    | Partito                          | Carica  | Note  |
| -------------- | -------------- | ------------------ | -------------------------------- | ------- | ----- |
| 19 giugno 1985 | 25 maggio 1990 | Daniele Ticozzelli | Democrazia Cristiana             | Sindaco | [ 8 ] |
| 25 maggio 1990 | 24 aprile 1995 | Aldo Pastore       | Democrazia Cristiana             | Sindaco | [ 8 ] |
| 24 aprile 1995 | 14 giugno 1999 | Aldo Pastore       | lista civica                     | Sindaco | [ 8 ] |
| 14 giugno 1999 | 14 giugno 2004 | Giancarlo Nisi     | lista civica                     | Sindaco | [ 8 ] |
| 14 giugno 2004 | 8 giugno 2009  | Aldo Pastore       | lista civica: Uniti per Mandello | Sindaco | [ 8 ] |
| 8 giugno 2009  | 26 maggio 2014 | Aldo Pastore       | lista civica: Uniti per Mandello | Sindaco | [ 8 ] |
| 26 maggio 2014 | 27 maggio 2019 | Aldo Pastore       | lista civica: Uniti per Mandello | Sindaco | [ 8 ] |
| 27 maggio 2019 | in carica      | Paolo Patrioli     | lista civica: Uniti per Mandello | Sindaco | [ 8 ] |

## Galleria d'immagini

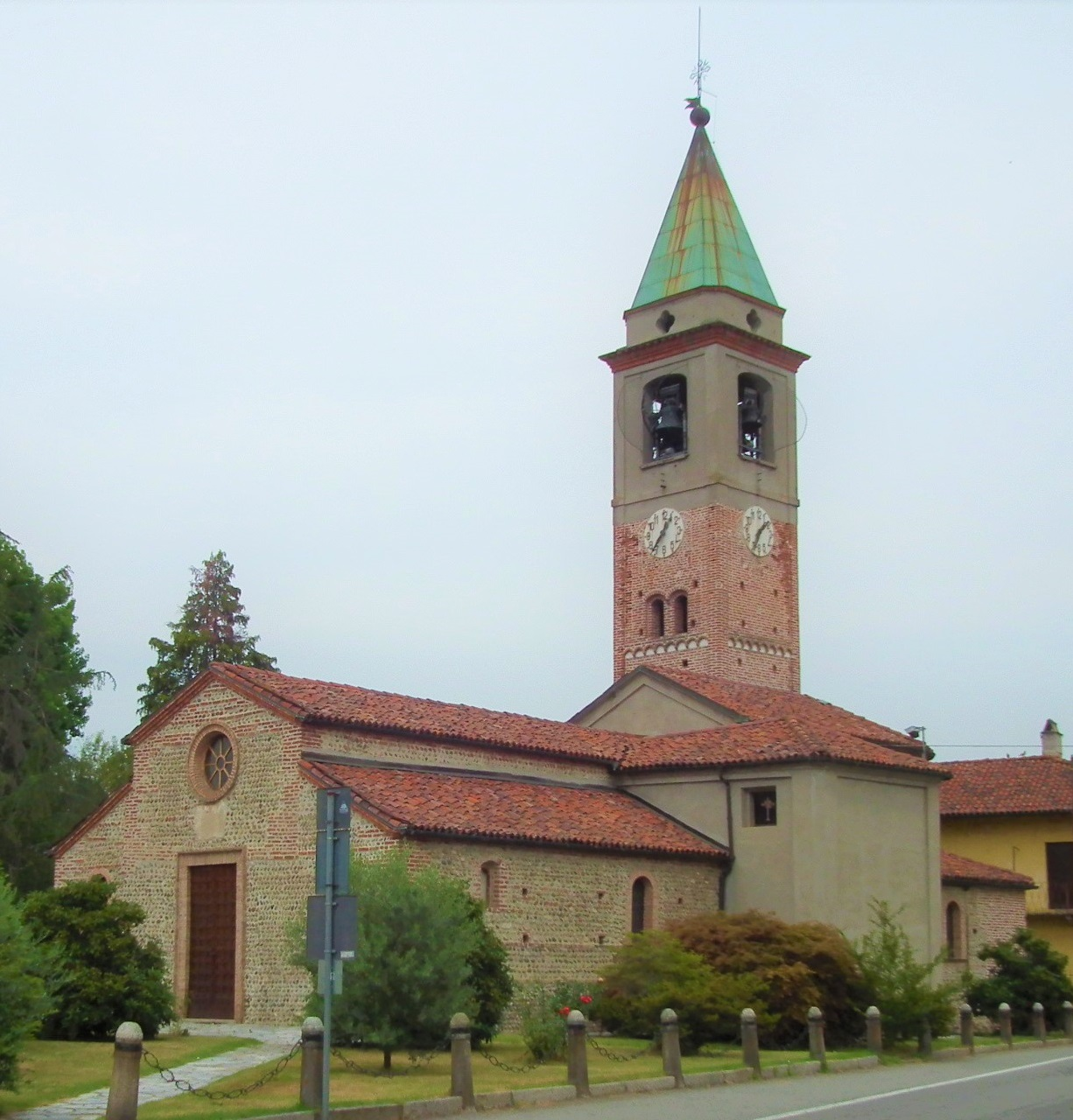
Chiesa parrocchiale di San Lorenzo

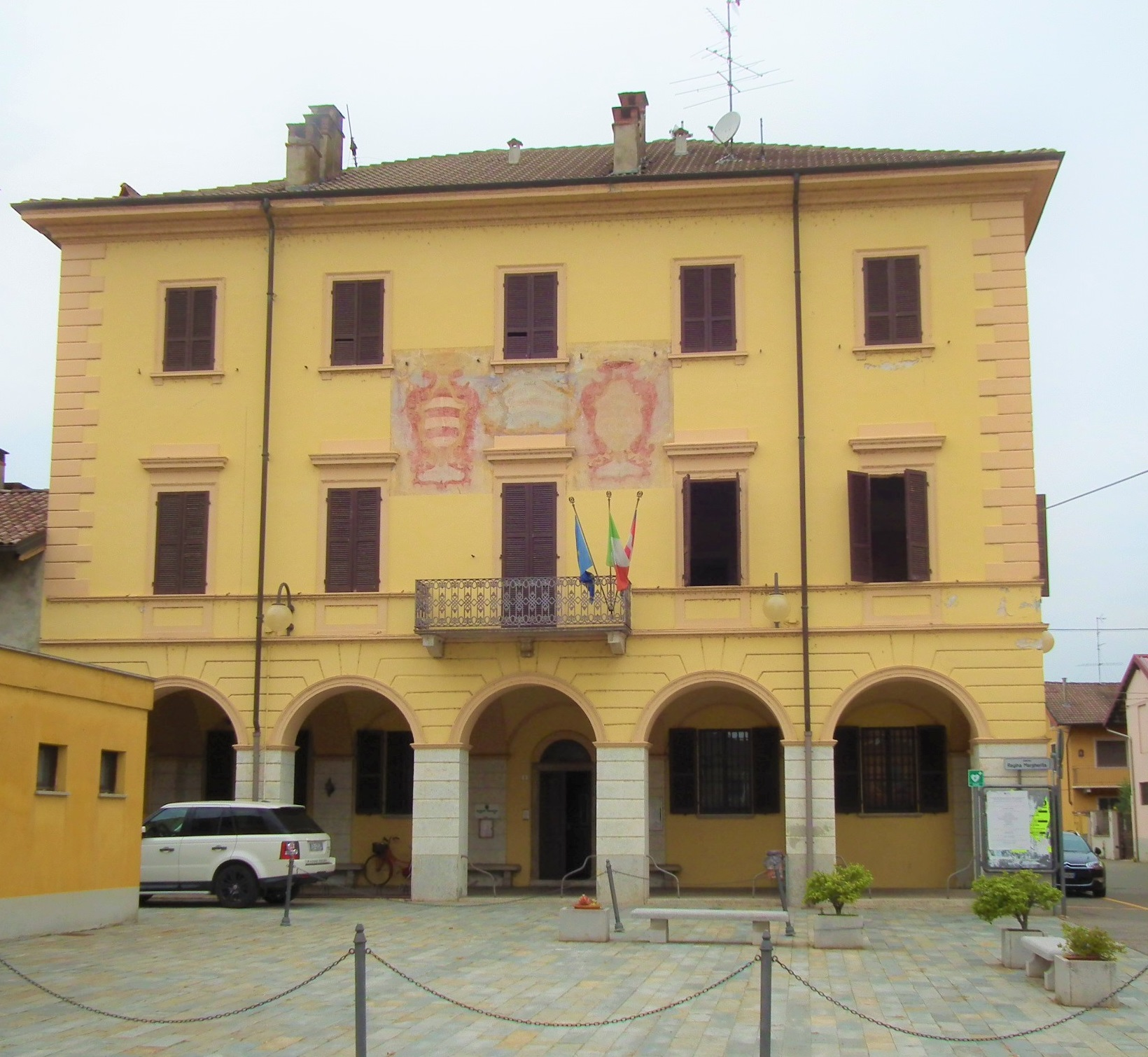
Municipio

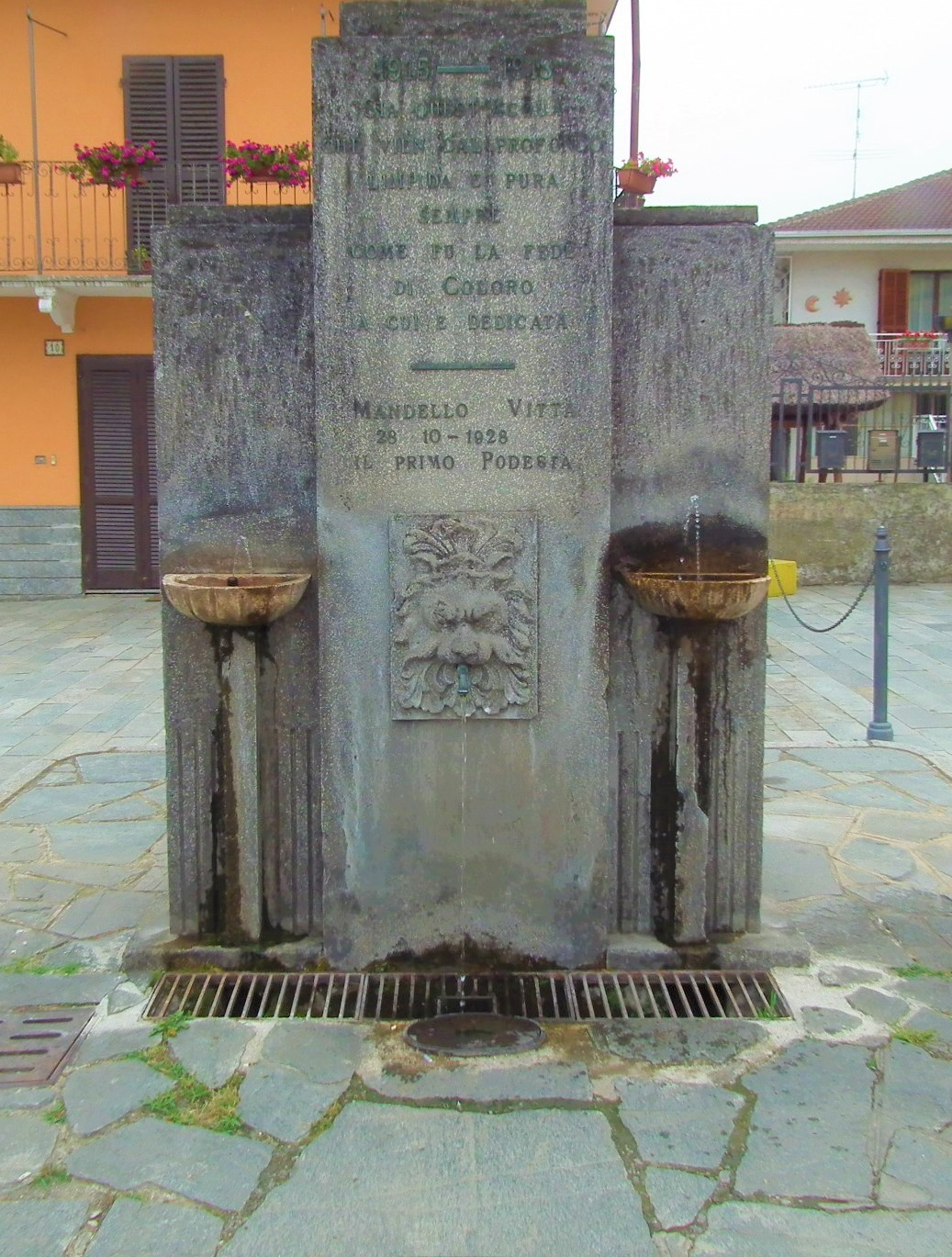
Monumento ai caduti

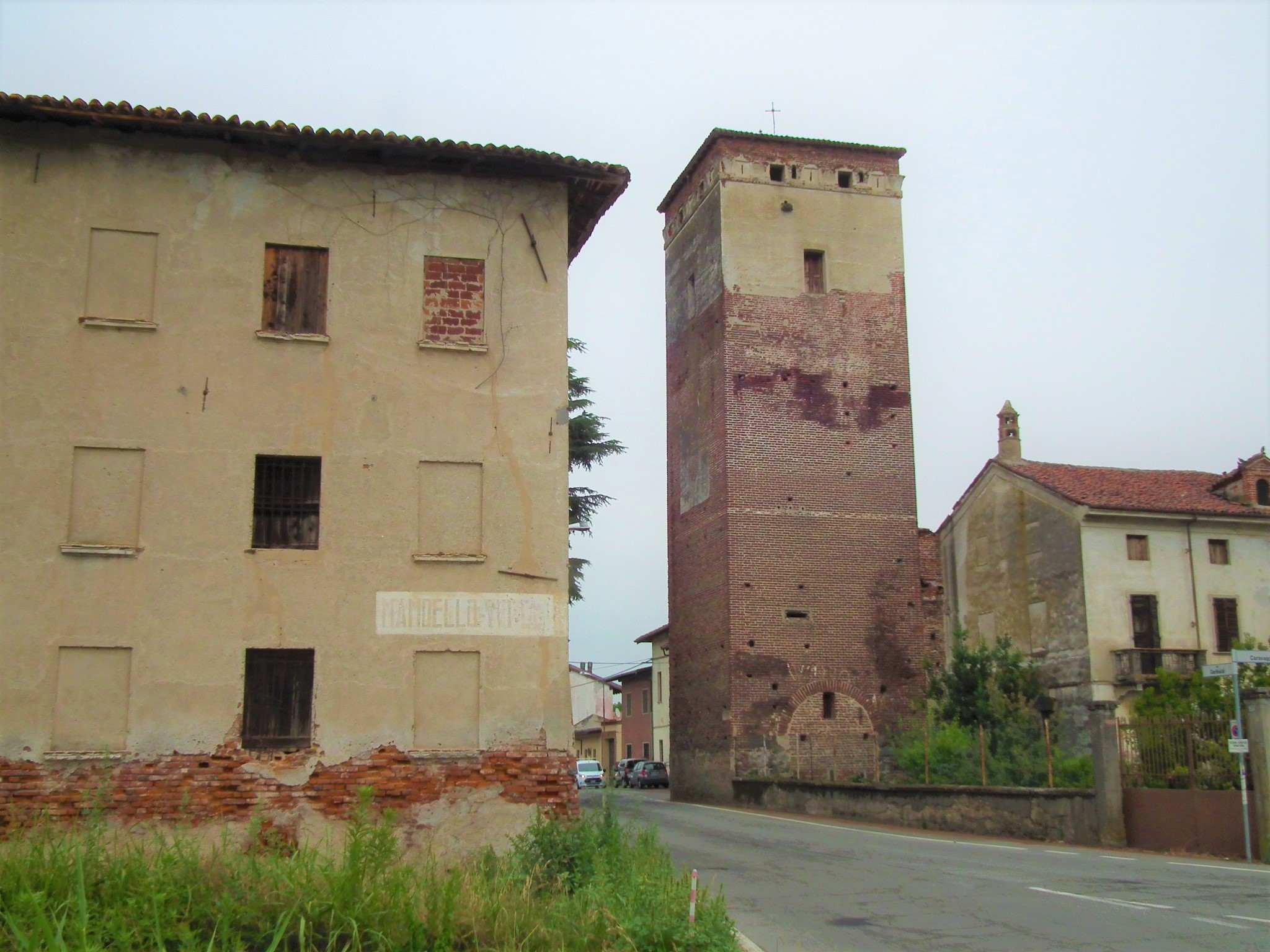
Ingresso del centro abitato

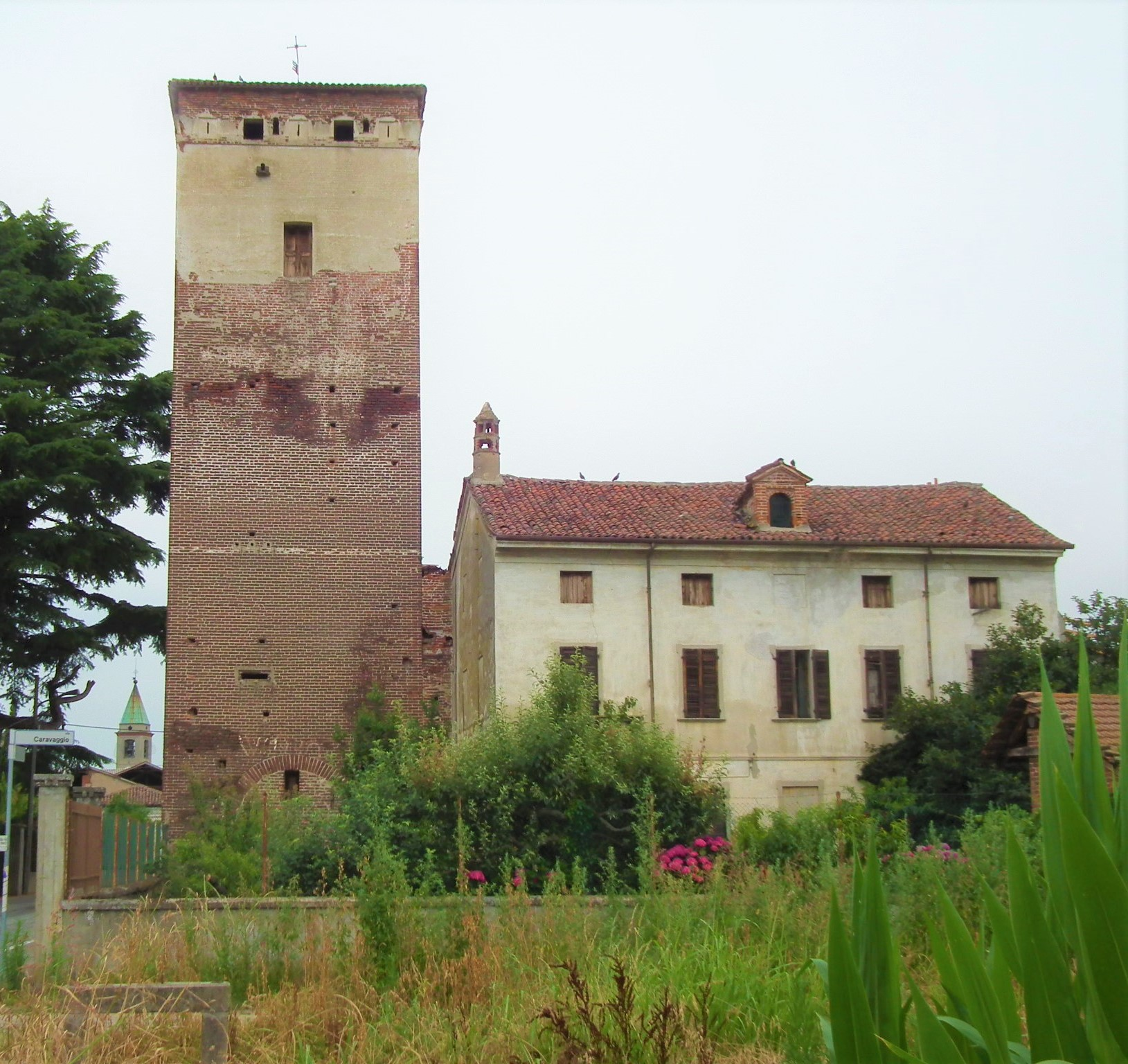
Torre

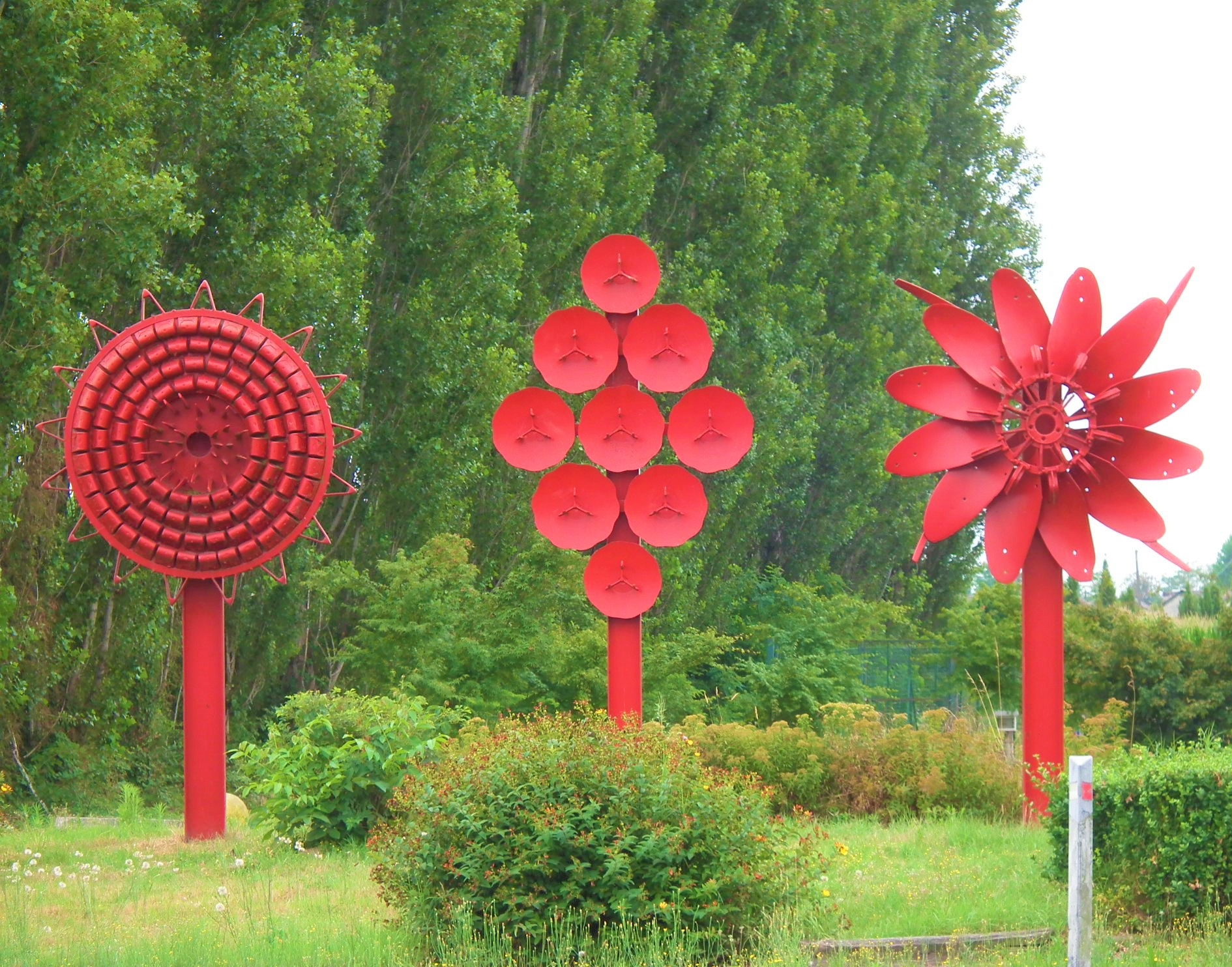
Monumento all'Agricoltura

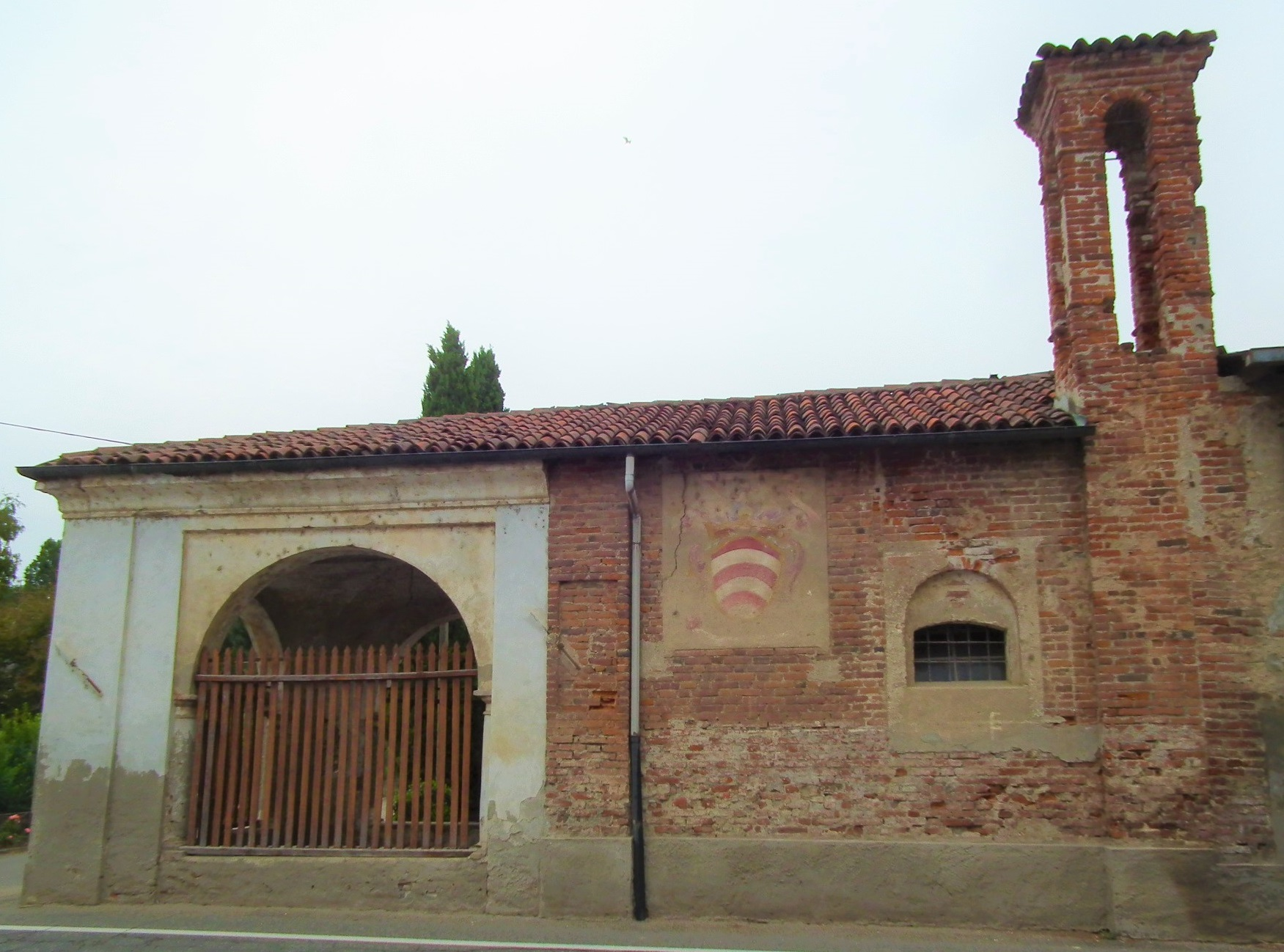
Chiesa di Sant'Antonio (esterno)

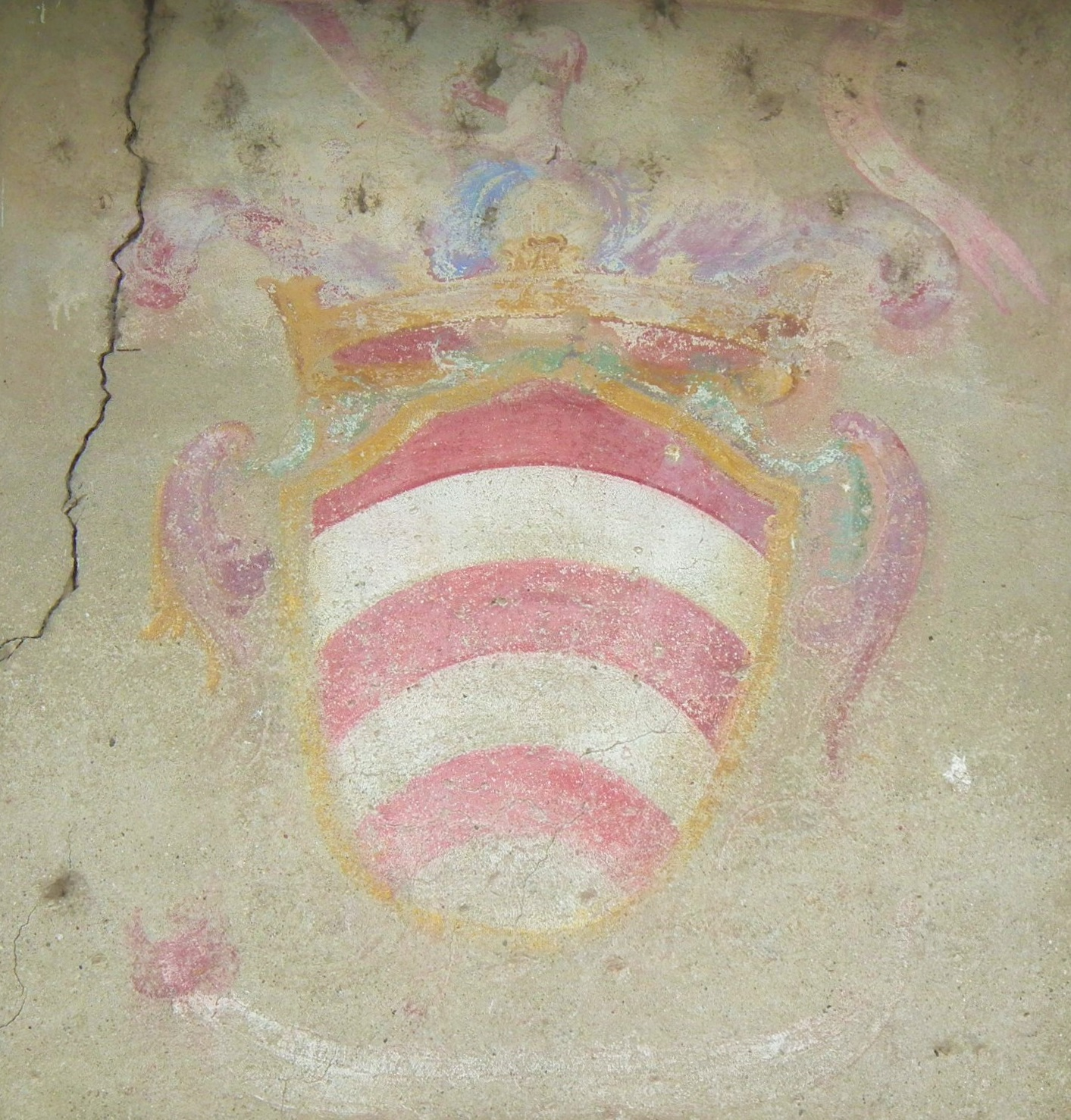
Chiesa di Sant'Antonio (stemma famiglia Caccia)

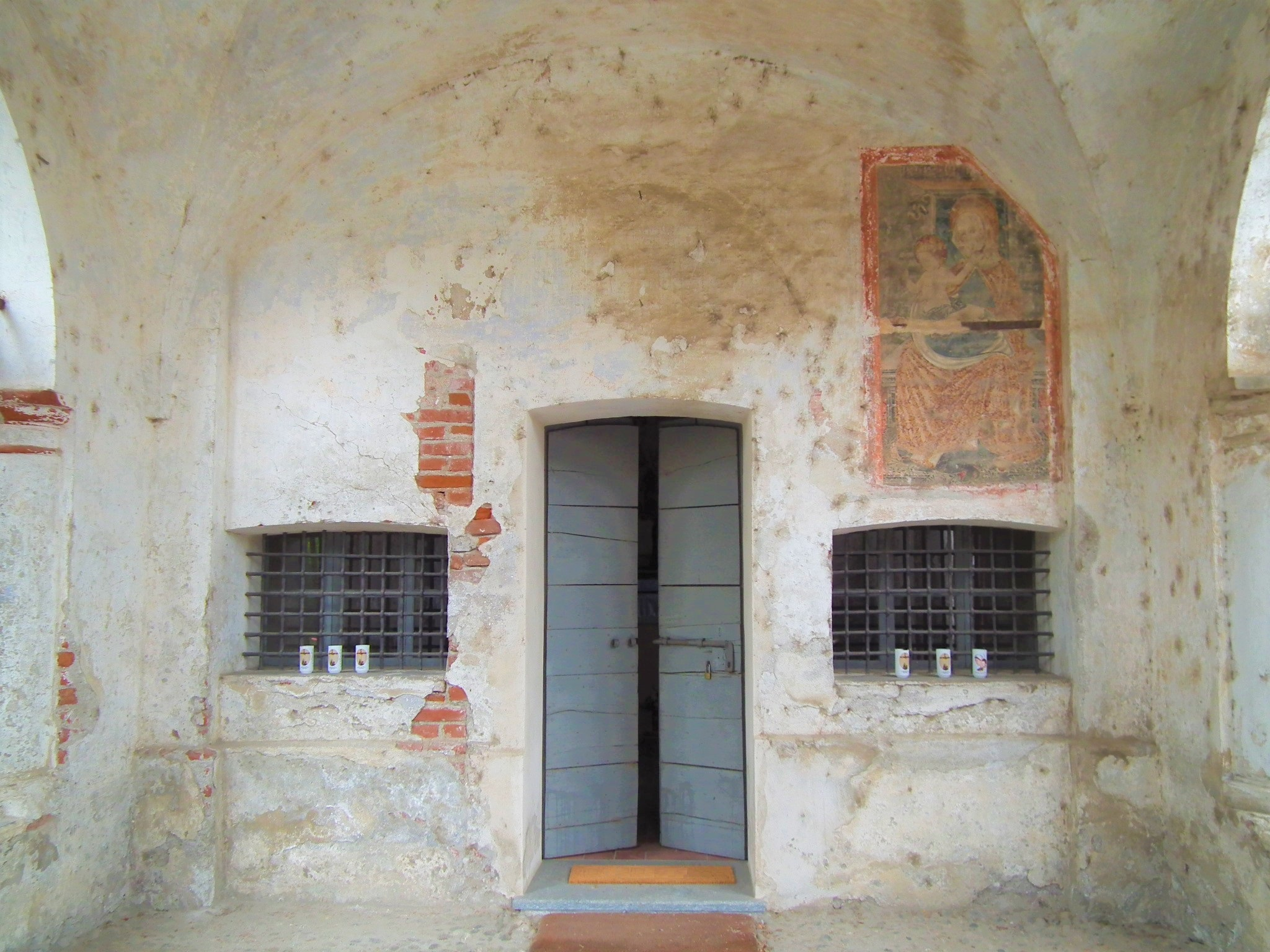
Chiesa di Sant'Antonio (porticato)

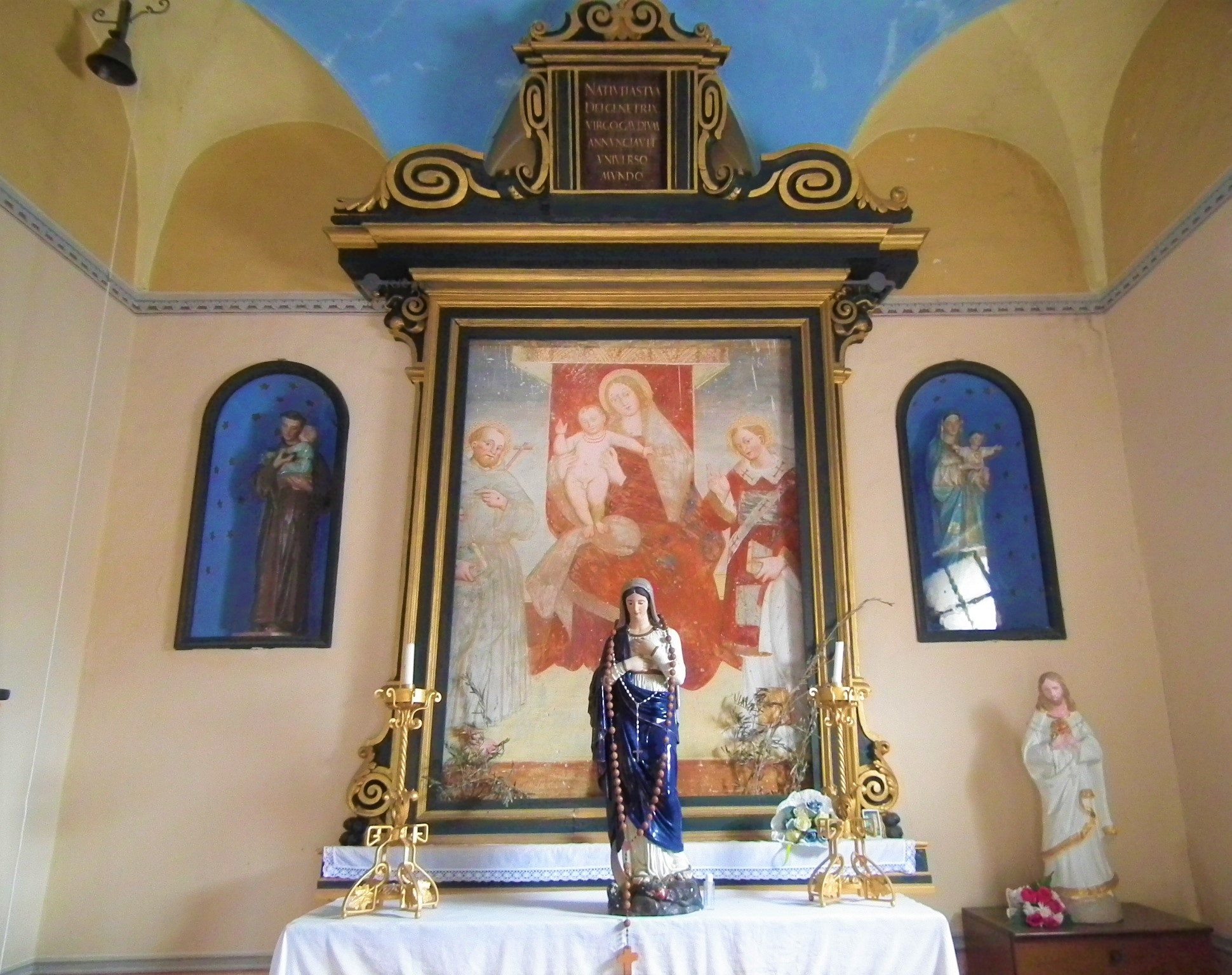
Chiesa di Sant'Antonio (altare)

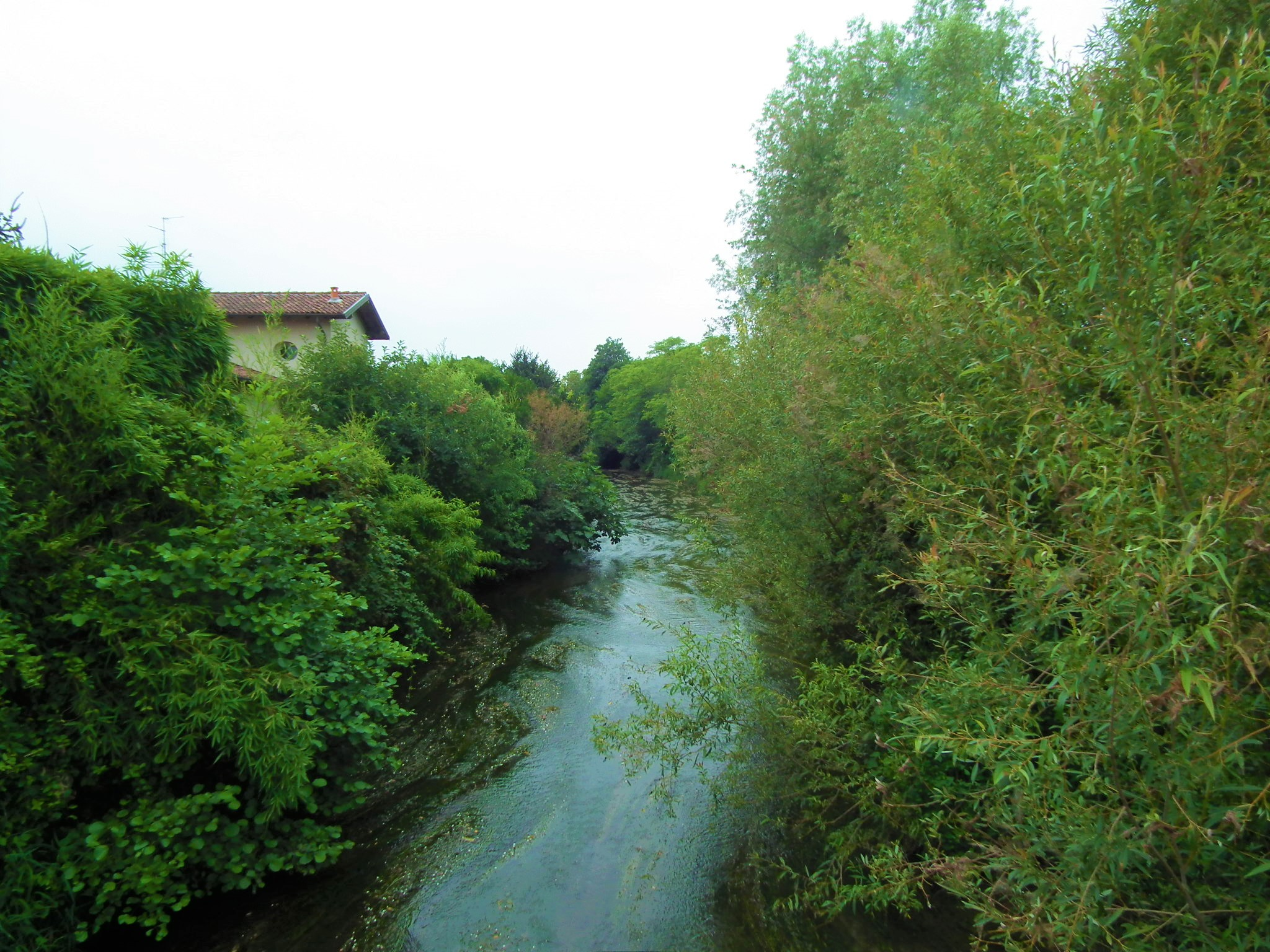
Roggia Busca in direzione nord

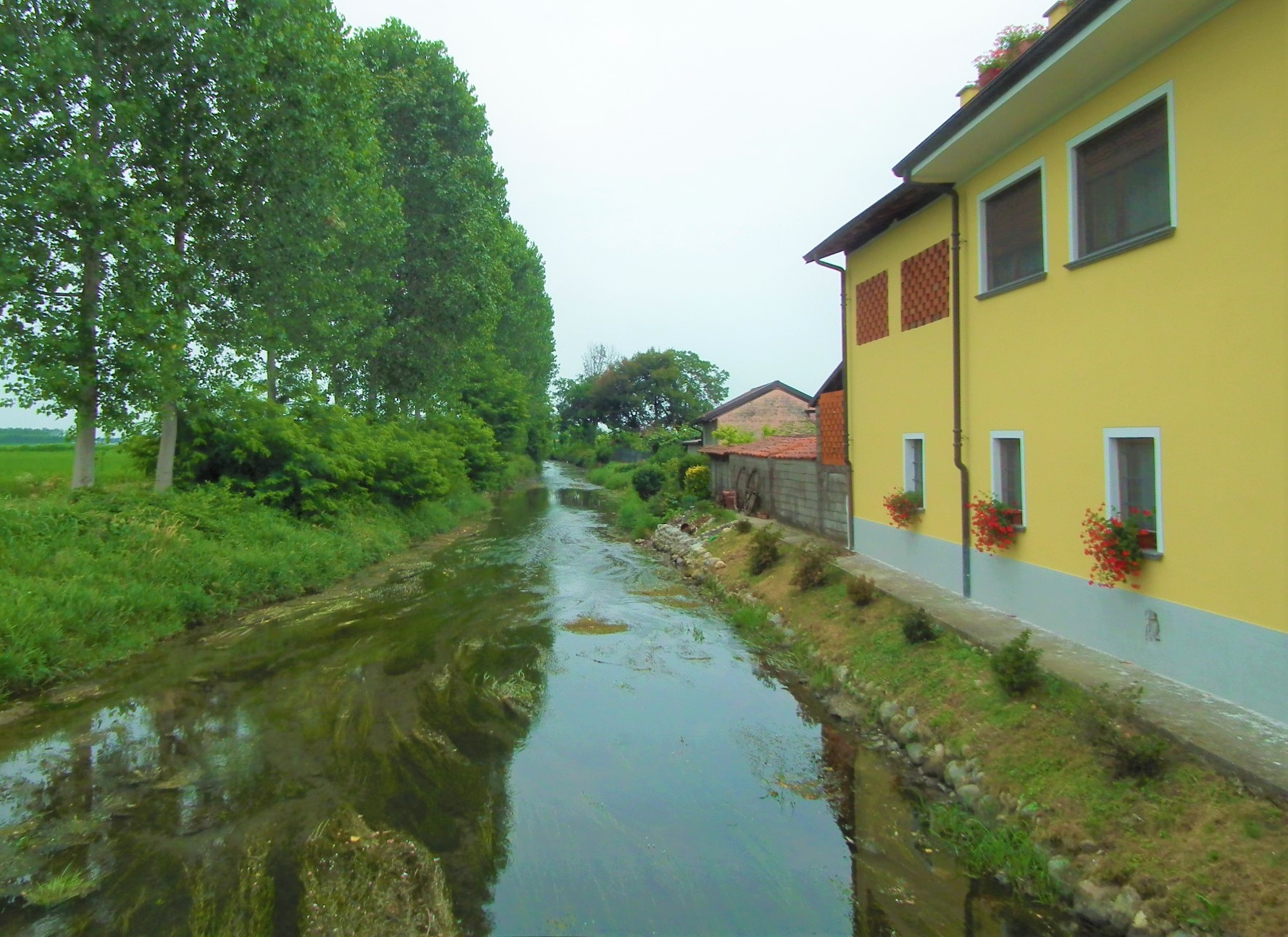
Roggia Busca in direzione sud

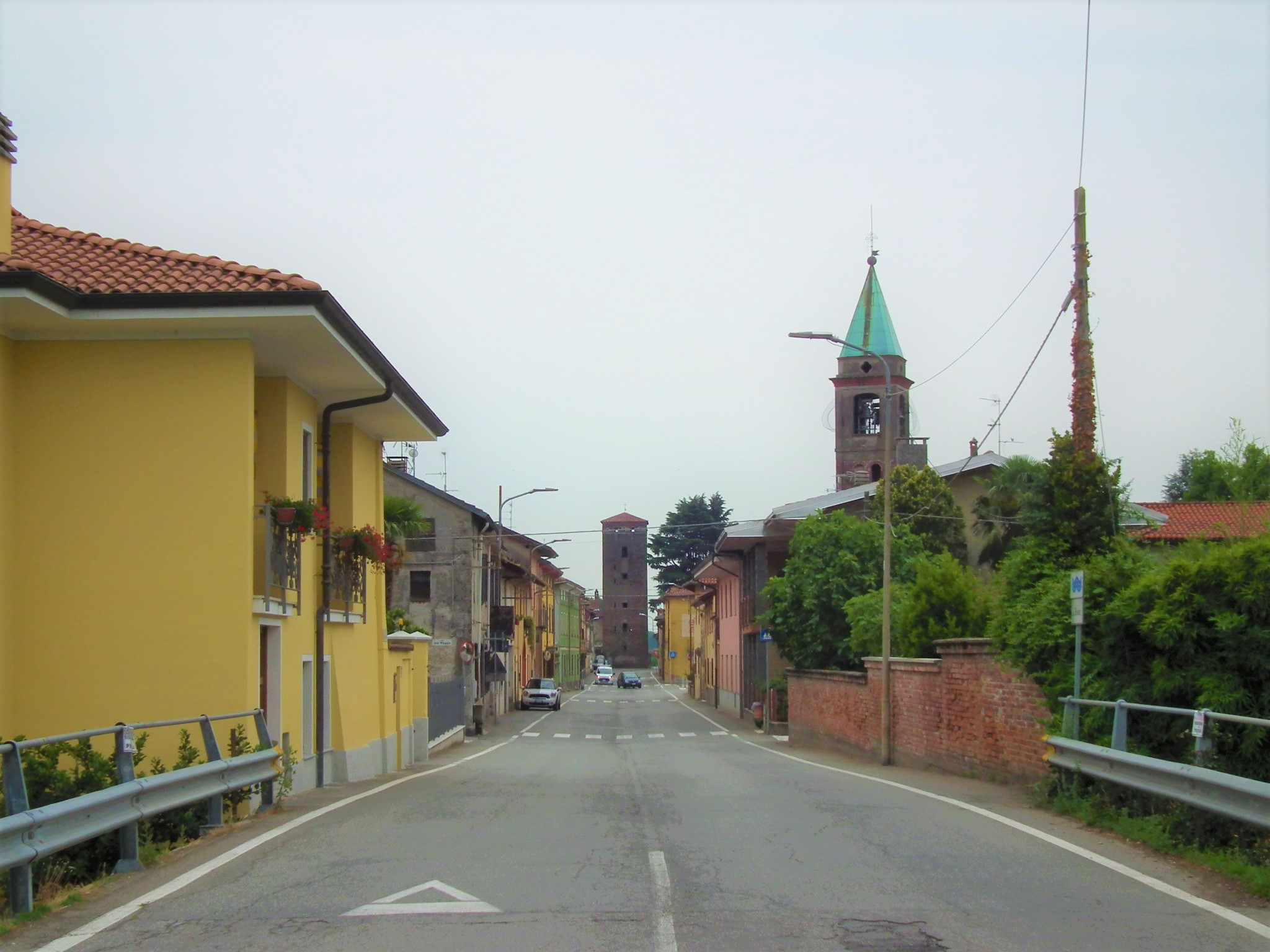
Veduta del paese